# Sébastien Squillaci
Sébastien Squillaci (Toulon, 11 de agosto de 1980) é um ex-futebolista francês que atuava como zagueiro.

## Carreira
Squillaci começou no Sporting Toulon Var, clube homônimo de sua cidade. Em sua primeira temporada jogou seis partidas na segunda divisão.
Na temporada seguinte foi contratado pelo AS Monaco, chamado inicialmente para integrar a equipe reserva, onde jogou 48 partidas, com um gol marcado.
Entre 2000 e 2002, esteve emprestado ao Ajaccio. Jogou 36 vezes, com 2 gols, na primeira temporada, e 33 vezes, com 5 gols na segunda temporada. Depois do bom desempenho voltou ao Monaco, onde se firmou como titular.
Foi convocado pela primeira vez para a Seleção Francesa de Futebol em 2004, para um jogo amistoso contra a Bósnia-Herzegovina em 18 de agosto, em Rennes. A partida terminou empatada em 1-1 e Squillaci jogou todo a primeira parte. Nessa mesma temporada chegou à final da Liga dos Campeões da UEFA, perdida para o FC Porto (0-3). Na temporada foram 27 jogos e 5 golos. Continuou no clube monegasco até 2006, com algumas convocações para a seleção francesa. Neste ano juntou-se no Olympique Lyonnais, pelo qual disputou 62 jogos e três gols em duas temporadas.
Em 2008 mudou-se para a Espanha e foi ao Sevilla. O técnico Raymond Domenech chamou-o para a Euro 2008, mas ele não entrou em nenhuma partida.
Em 2009 venceu com o Sevilla a Copa do Rei. Jogou 16 partidas e marcou 1 gol.
Assim como outros famosos jogadores dos Bleus, como Roger Piantoni, Dominique Baratelli, Bruno Bellone e o lendário Michel Platini, possui origem italiana; seu sobrenome é uma adaptação ao francês do original Schillaci, curiosamente o mesmo sobrenome do artilheiro da Copa de 1990, o italiano Salvatore Schillaci.
Integrou o elenco da França na Copa de 2010, disputando apenas os 90 minutos da partida contra a anfitriã África do Sul, onde os franceses foram derrotados por 2-1. No ano anterior, participou de 3 jogos pela Seleção da Córsega.
Após a Copa do Mundo e duas temporadas jogando no Sevilla, assina contrato com o tradicional Arsenal da Inglaterra, equipe que passa a defender a partir de agosto de 2010. No entanto, o zagueiro jogou apenas 23 partidas com os Gunners, marcando um gol. Saiu do Arsenal em 2013, juntamente com o russo Andrey Arshavin e o brasileiro Denílson, e voltando para a França, desta vez para assinar com o Bastia. Nos Azuis, Squillaci participou de 97 jogos e marcou 5 vezes. Na temporada 2016-17, jogou apenas 10 partidas, quando sofreu uma grave lesão no joelho.
Com o rebaixamento do Bastia para a Ligue 2 por problemas financeiros, o clube foi punido com o descenso para o Championnat National (a terceira divisão francesa) e o jogador não teve o contrato renovado. Anunciou sua aposentadoria em novembro de 2017.

## Estatísticas
Até 29 de abril de 2013.

### Seleção Francesa
|     | Data                   | Cidade                      | Adversário           | Resultado    |        | Competição                          |
| --- | ---------------------- | --------------------------- | -------------------- | ------------ | ------ | ----------------------------------- |
| 1.  | 18 de agosto de 2004   | Rennes, France              | Bósnia e Herzegovina | 1 – 1        | 45'    | Jogo amistoso                       |
| 2.  | 4 de setembro de 2004  | Saint-Denis, France         | Israel               | 0 – 0        | 90'    | Elim. da Copa do Mundo FIFA de 2006 |
| 3.  | 8 de setembro de 2004  | Tórshavn, Ilhas Faroé       | Ilhas Faroé          | 0 – 2        | 90'    | Elim. da Copa do Mundo FIFA de 2006 |
| 4.  | 9 de outubro de 2004   | Saint-Denis, França         | Irlanda              | 0 – 0        | 90'    | Elim. da Copa do Mundo FIFA de 2006 |
| 5.  | 13 de outubro de 2004  | Limassol, Chipre            | Chipre               | 0 – 2        | 90'    | Elim. da Copa do Mundo FIFA de 2006 |
| 6.  | 17 de novembro de 2004 | Saint-Denis, França         | Polónia              | 0 – 0        | 45'    | Jogo amistoso                       |
| 7.  | 9 de fevereiro de 2005 | Saint-Denis, França         | Suécia               | 1 – 1        | 90'    | Jogo amistoso                       |
| 8.  | 31 de maio de 2005     | Metz, França                | Hungria              | 2 – 1        | 80'    | Jogo amistoso                       |
| 9.  | 17 de agosto de 2005   | Montpellier, França         | Costa do Marfim      | 3 – 0        | 24'    | Jogo amistoso                       |
| 10. | 3 de setembro de 2005  | Lens, França                | Ilhas Faroé          | 3 – 0        | 75'    | Elim. da Copa do Mundo FIFA de 2006 |
| 11. | 7 de fevereiro de 2007 | Saint-Denis, França         | Argentina            | 0 – 1        | 90'    | Jogo amistoso                       |
| 12. | 16 de novembro de 2007 | Saint-Denis, França         | Marrocos             | 2 – 2        | 64'    | Jogo amistoso                       |
| 13. | 31 de maio de 2008     | Toulouse, França            | Paraguai             | 0 – 0        | 90'    | Jogo amistoso                       |
| 14. | 28 de março de 2009    | Kaunas, Lituânia            | Lituânia             | 0 – 1        | 90'    | Elim. da Copa do Mundo FIFA de 2010 |
| 15. | 1 de abril de 2009     | Saint-Denis, França         | Lituânia             | 1 – 0        | 90'    | Elim. da Copa do Mundo FIFA de 2010 |
| 16. | 2 de junho de 2009     | Saint-Étienne, França       | Nigéria              | 0 – 1        | 90'    | Jogo amistoso                       |
| 17. | 14 de outubro de 2009  | Saint-Denis, França         | Áustria              | 3 – 1        | 90'    | Elim. da Copa do Mundo FIFA de 2010 |
| 18. | 18 de novembro de 2009 | Saint-Denis, França         | Irlanda              | 1 – 1 a.e.t. | 9' 79' | Elim. da Copa do Mundo FIFA de 2010 |
| 19. | 26 de maio de 2010     | Lens, França                | Costa Rica           | 2 – 1        | 45'    | Jogo amistoso                       |
| 20. | 30 de maio de 2010     | Radès, Tunísia              | Tunísia              | 1 – 1        | 63'    | Jogo amistoso                       |
| 21. | 22 de junho de 2010    | Bloemfontein, África do Sul | África do Sul        | 2 – 1        | 90'    | Copa do Mundo FIFA de 2010          |

## Títulos
Ajaccio
- Ligue 2: 2001–02

Monaco
- Coupe de la Ligue: 2003

Lyon
- Ligue 1: 2006–07 e 2007–08
- Trophée des Champions: 2006

Sevilla
- Copa del Rey: 2009–10